# Val d’Anniviers
Val d’Anniviers (zastarale německy Eifischtal) je horské údolí ve Walliských Alpách, nacházející se ve střední části švýcarského kantonu Valais.

## Geografie

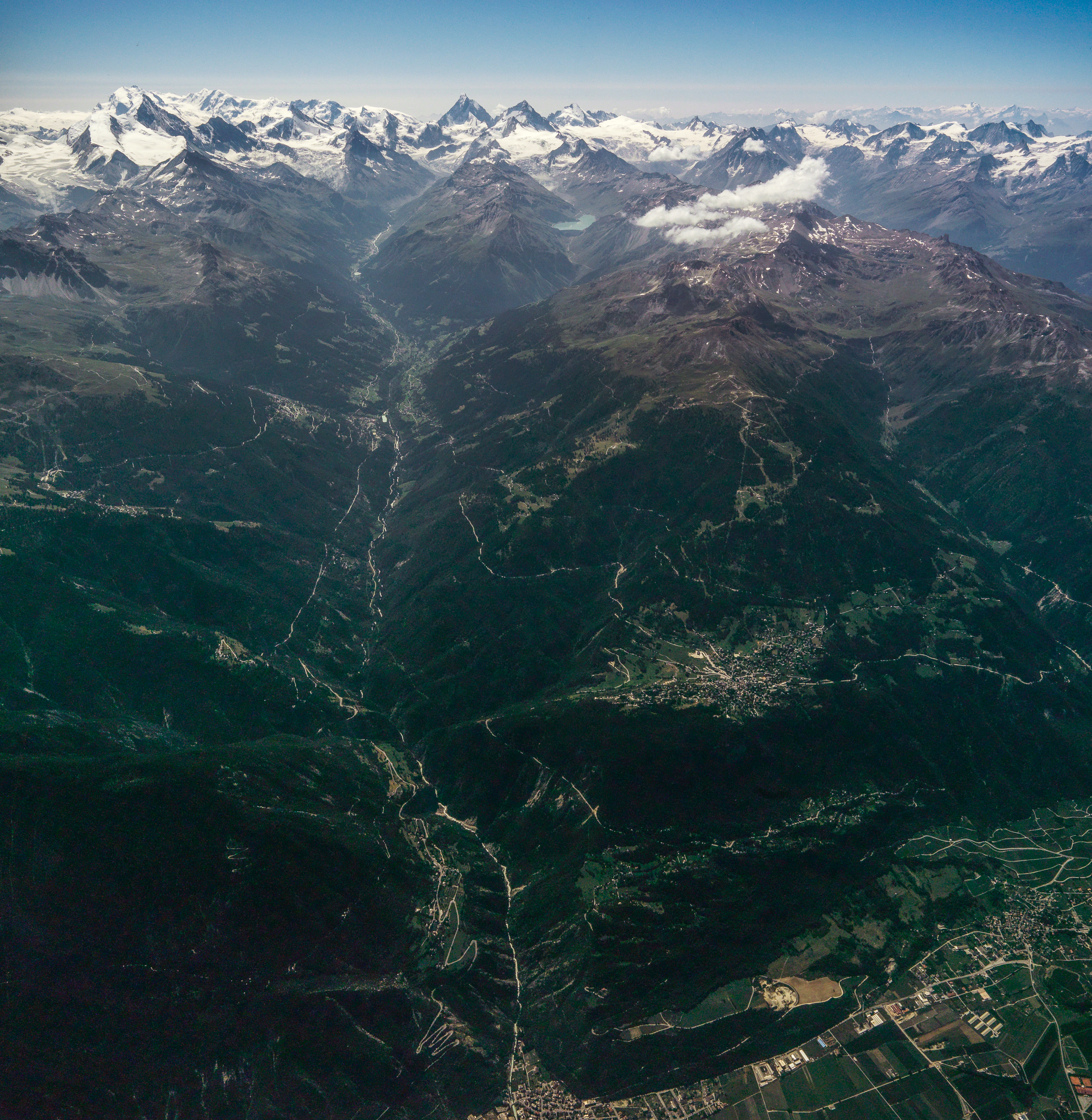
Letecký pohled na údolí

Údolí se nachází v okrese Sierre a táhne se jižním směrem přímo od města Sierre.
Údolí Val d’Anniviers je nejvýchodnějším (a tedy nejhořejším) levostranným údolím Rhôny ve francouzsky mluvící dolní části kantonu Valais. Sousedními údolími na východě (proti proudu Rhôny) jsou údolí Turtmanntal a Mattertal. Na západě se nachází údolí Val d’Hérens.
Val d’Anniviers se u vesnice Vissoie dělí na dvě dílčí údolí, západní Val de Moiry zasahuje až k ledovci Moiry nad vodní nádrží Lac de Moiry.
Východní údolí Val de Zinal (německy Zinaltal) sahá až k ledovci Zinalgletscher. Jeho jazyk pokrytý škrapy je napájen několika firnovými potoky a menšími ledovci. Ještě koncem 20. století byl jedním z přítoků také ledovec Glacier du Mountet. Nad ledovcem se nacházejí chaty Petit a Grand Mountet, které slouží jako vysokohorské základny. Panorama od Grand Mountet až po „korunu Zinal“ s vrcholy Zinalrothorn, Trifthorn, Wellenkuppe, Ober Gabelhorn, Mont Durand, Pointe de Zinal, Dent Blanche a Grand Cornier je považováno za jedno z nejpůsobivějších v Alpách. Celé čelo údolí včetně Weisshornu se také nazývá Císařská koruna (Couronne impériale).

## Historie

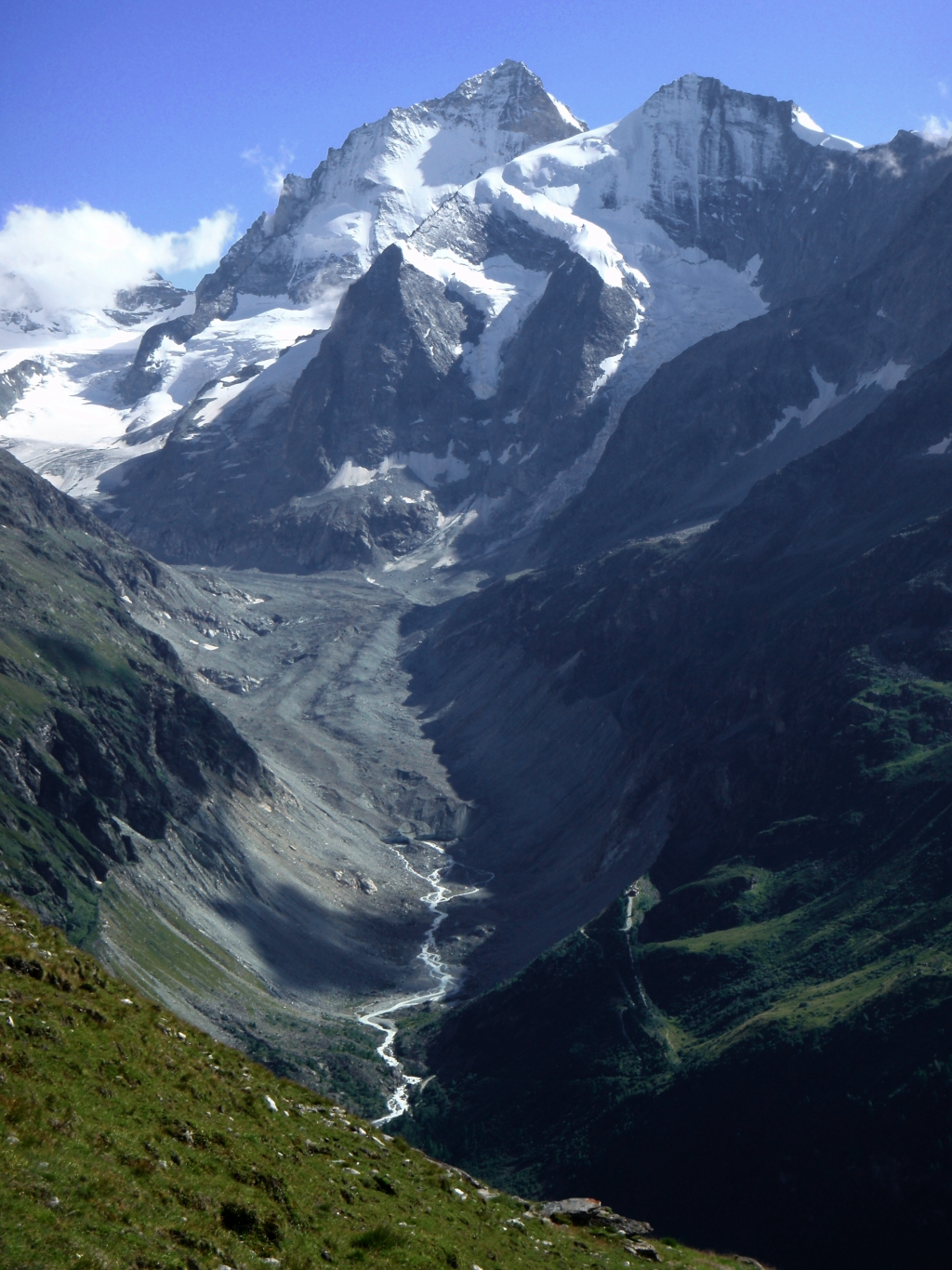
Ledovec Zinalgletscher

V údolí Val d’Anniviers na východní hranici franko-provensálské oblasti je doloženo románské obyvatelstvo z 10. století. Politické poměry v 11. a 12. století jsou nejasné, panská práva držela pravděpodobně katedrální kapitula v Sionu a páni z Granges. V letech 1116–1138 získal údolí sionský biskup a předal je kapitule. V roce 1193 se stal opět pánem Anniviers a od roku 1311 jej nechal spravovat rodem d’Anniviers jako dědičné místodržitelství. V roce 1381 se panství dostalo do držení pánů z Raronu a v roce 1467 se vrátilo do biskupského mensálního majetku (do roku 1798) jako velkostatek. Val d’Anniviers tvořil v 16. století jednu třetinu okrsku Sierre.
K vykoupení posledních feudálních poplatků a služebních povinností došlo v letech 1792–1804. Před rokem 1798 bylo Val d’Anniviers, i když ne zcela geograficky uzavřené, samostatnou kulturní a hospodářskou oblastí zahrnující deset vesnických komunit se složitými a někdy napjatými vztahy. Na konci 18. století začalo rozpouštění tohoto prostoru. Počet farností vzrostl z jedné ve 12. století na dvě v roce 1805 a pět v roce 1932. Postupné politické osamostatňování vedlo od roku 1905 ke vzniku šesti obcí Ayer, Chandolin, Grimentz, Saint-Jean, Saint-Luc a Vissoie, které se v roce 2009 se sloučily do nové politické obce Anniviers. Kolem roku 1300 byla vybudována silnice pro jízdu do Alp, v roce 1854 silnice ke kobaltovým a niklovým dolům a v roce 1955 moderní silnice k přehradě Moiry.

## Sídla
- Ayer
- Chandolin
- Grimentz
- Saint-Jean
- Saint-Luc
- Vissoie

Těchto šest obcí tvořilo do 31. prosince 2008 samostatné obce. Od 1. ledna 2009 se sloučily a vytvořily obec Anniviers. Rozlohou patří k největším obcím ve Švýcarsku. Obecní správa sídlí ve Vissoie. Kromě šesti hlavních vesnic se zde nachází více než deset menších vesnic a osad.